# Elbe (Eder)

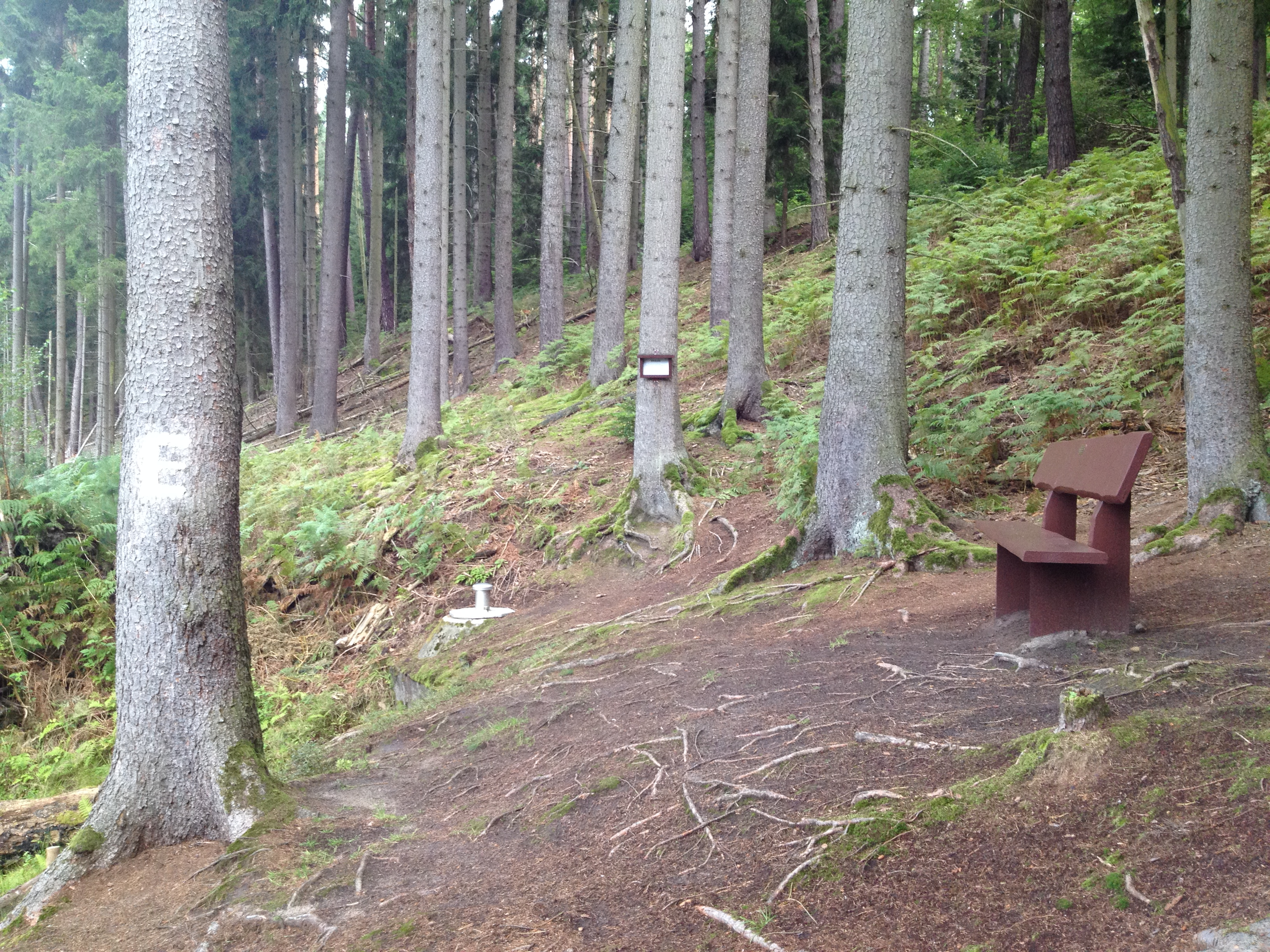
An der Elbequelle

Die Elbe ist ein 33,7 km langer, linker und nördlicher Zufluss der Eder. Er fließt im Landkreis Waldeck-Frankenberg, Landkreis Kassel und Schwalm-Eder-Kreis in Nordhessen (Deutschland). Der recht wasserreiche Fluss gehört zum Flusssystem der Weser.

## Name
Der Name leitet sich vom indogermanischen Wort *albʰo- für 'weiß' ab, welches im Germanischen (und vielleicht auch Keltischen) zusätzlich noch die Bedeutung 'Fluss' erhalten hatte.

## Geographie

### Verlauf
Die Elbe entspringt im Landkreis Waldeck-Frankenberg im Stadtgebiet von Waldeck. Ihre Quelle liegt im Alten Wald, einem Teil des Waldecker Waldes, etwa 3 km südöstlich des Stadtteils Freienhagen zwischen dem Heitzelberg (467,4 m ü. NHN) im Westnordwesten und dem Rabenkopf (446,1 m) im Ostsüdosten auf rund 413 m Höhe.
Anfangs fließt die Elbe in bewaldetem Gebiet in nordöstlicher Richtung und dabei schon nach 650 m im Langen Rod in den Landkreis Kassel und Naturpark Habichtswald ein. Nach Passieren der Hasenmühle und Einmünden des von links kommenden Georgengrabens biegt sie beim Dorf Ippinghausen, einem südlichen Stadtteil von Wolfhagen, nach rechts um den bewaldeten Basaltkegel des Weidelsbergs (492,3 m) mit der Weidelsburg. Dabei verläuft sie erst parallel zur Bundesstraße 251, die sie dann im Dorf und jenseits davon noch einmal unterquert.
Hiernach fließt die Elbe vorbei an der Mondscheinmühle und nimmt südöstlich des Weidelsbergs den an dessen Südfuß quellenden Elgersbach auf. Dabei läuft sie in südlicher Richtung in das von Wald gesäumte Tal bei Naumburg, in deren Kernstadt von Westen aus dem Waldecker Wald kommend der Rehmbach einmündet und kurz darauf der Rennebach. Unterhalb der Kernstadt mündet mit dem von den Hinterhabichtswälder Kuppen – zuletzt von Norden – kommenden Spolebach ihr wichtigster Zufluss ein. Nach Einmünden des Ballenbachs tangiert die Elbe westlich den Naumburger Stadtteil Elbenberg. Südlich des Dorfs mündet von Südwesten bei der Harthmühle der Hahnebach ein. Anschließend verläuft die Elbe östlich vorbei am Naumburger Stadtteil Altendorf. Etwa 900 m südlich des Dorfs passiert sie die in einer Flussschleife gelegene Wüstung Beltershausen mit dem Burgstall Beltershausen. Danach passiert sie östlich den Heiligenberg (380 m) und dessen Südostausläufer Ziegenrück (318,2 m), auf dem der Sandsteinfelsen Riesenstein liegt.
Etwas weiter südlich fließt die Elbe, zeitweilig die Grenze zum Schwalm-Eder-Kreis bildend, westlich am Hinterberg (420,4 m) vorbei. Den Naturpark Habichtswald verlassend erreicht sie, nach rechtsseitigem Einmünden des Rodenborns, den Fritzlarer Stadtteil Züschen. Anschließend passiert der Fluss zunächst eine Anzahl von Fischteichen, dann etwas nach Einmünden des kleinen Lohbachs die Donarquelle und kurz darauf die Papiermühle, wo er einen langen Linksbogen westlich um den Lohrberg (285 m) schlägt. An der Mahlmühle erreicht er Geismar, ebenfalls ein Stadtteil von Fritzlar. Dabei passiert er den südwestlich des Dorfs gelegenen Biening (221,9 m) mit der in der Nähe von dessen Ostfuß liegenden Wüstung Geismar.
Schließlich mündet die Elbe südlich von Geismar und westlich oberhalb von Fritzlar in der Porta Hassiaca westlich unterhalb des Eckerichs (266 m) in die Eder. Ihrer auf etwa 174 m Höhe gelegenen Mündung südlich gegenüber erhebt sich der Büraberg (274,9 m).

### Naturräumliche Zuordnung
Die Elbe entspringt in der naturräumlichen Haupteinheitengruppe Westhessisches Bergland (Nr. 34) und in der Haupteinheit Waldecker Wald (3402) im Naturraum Alter Wald (3402.6), den sie vor Ippinghausen verlässt. Dann fließt ein sehr kurzes Stück auf der Grenze des Naturraums Langer Wald (3402.5) im Nordwesten und dem zur Untereinheit Naumburger Senken und Rücken (341.4) gehörenden Ippinghäusergrund (mit Rauenstein) (341.40) im Südosten. Den zuletzt genannten Naturraum verlässt sie unterhalb Naumburgs. Fortan fließt sie bis zu ihrer Mündung in die Eder im Naturraum Elbergrund (341.41).

### Einzugsgebiet, Wasserscheide und Zuflüsse
Das Einzugsgebiet der Elbe ist 123,47 km² groß.
Das Quellgebiet der Elbe liegt auf der Diemel-Eder/Fulda/Weser-Wasserscheide. Während das Wasser der Elbe, die in südliche Richtung fließt, durch die Eder und Fulda die Weser erreicht, fließt das Wasser der Watter, die auf der anderen Seite des im Heitzelberg bis zu 467,4 m hohen Bergkamms entspringt, durch die Twiste und die Diemel in die Weser.
Zu ihren Zuflüssen gehören flussabwärts betrachtet (wenn nicht anders genannt – laut im Tabellenkopf genannten Einzelnachweisen):
| Name                                                             | Seite  | Länge (km) | Quell-          | Mündungs-       | Mündungs- ort (Lage) | Mü-Stat. (km) | EZG (km²) | GKZ        |
| Name                                                             | Seite  | Länge (km) | höhe (m ü. NHN) | höhe (m ü. NHN) | Mündungs- ort (Lage) | Mü-Stat. (km) | EZG (km²) | GKZ        |
| ---------------------------------------------------------------- | ------ | ---------- | --------------- | --------------- | -------------------- | ------------- | --------- | ---------- |
| Georgengraben                                                    | links  | 05,6       | 420             | 325             | Ippinghausen (o)     | 29,35         | 08,35     | 4286-12    |
| Bach vom Schmalen Grund                                          | rechts | 01,5       | 396             | 352             | Ippinghausen (o)     | 31,30         |           | 4286-114   |
| Elgersbach                                                       | rechts | 00,8       | 330             | 294             | Naumburg (o)         | 24,70         |           | 4286-1992  |
| Bach vor dem Mühlenberg                                          | links  | 00,7       | 317             | 291             | Naumburg (o)         | 24,35         |           | 4286-19942 |
| Rehmbach                                                         | rechts | 04,2       | 382             | 275             | Naumburg (i)         | 21,70         | 08,91     | 4286-2     |
| Rennebach                                                        | rechts | 02,7       | 361             | 270             | Naumburg (i)         | 21,40         |           | 4286-632   |
| Spolebach                                                        | links  | 12,1       | 364             | 259             | Naumburg (u)         | 18,90         | 25,92     | 4286-4     |
| Ballenbach                                                       | rechts | 04,9       | 405             | 257             | Elbenberg (o)        | 18,30         |           | 4286-512   |
| Hahnebach                                                        | rechts | 04,1       | 379             | 258             | Elbenberg (u)        | 16,60         | 05,04     | 4286-54    |
| Bach vom Ocenberg                                                | rechts | 01,4       | 300             | 236             | Altendorf (u)        | 13,35         |           | 4286-5916  |
| Bach vor dem Heiligenberg                                        | rechts | 00,9       | 280             | 235             | Altendorf (u)        | 13,05         |           | 4286-5918  |
| Bach beim Erzeberg                                               | links  | 01,4       | 296             | 233             | Altendorf (u)        | 12,75         |           | 4286-5992  |
| Bach vom Erzeberg                                                | links  | 02,3       | 355             | 229             | Altendorf (u)        | 11,75         |           | 4286-5994  |
| Bach vom Gisselgrund                                             | rechts | 01,8       | 295             | 200             | Züschen (o)          | 08,05         |           | 4286-74    |
| Rodenborn                                                        | rechts | 01,3       | 257             | 217             | Züschen (o)          | 09,10         | 03,63     | 4286-6     |
| Lohbach                                                          | links  | 00,9       | 226             | 199             | Züschen (u)          | 06,25         | 03,57     | 4286-8     |
| Abkürzungen: o = oberhalb, i = im, u = unterhalb vom Mündungsort |        |            |                 |                 |                      |               |           |            |

### Ortschaften

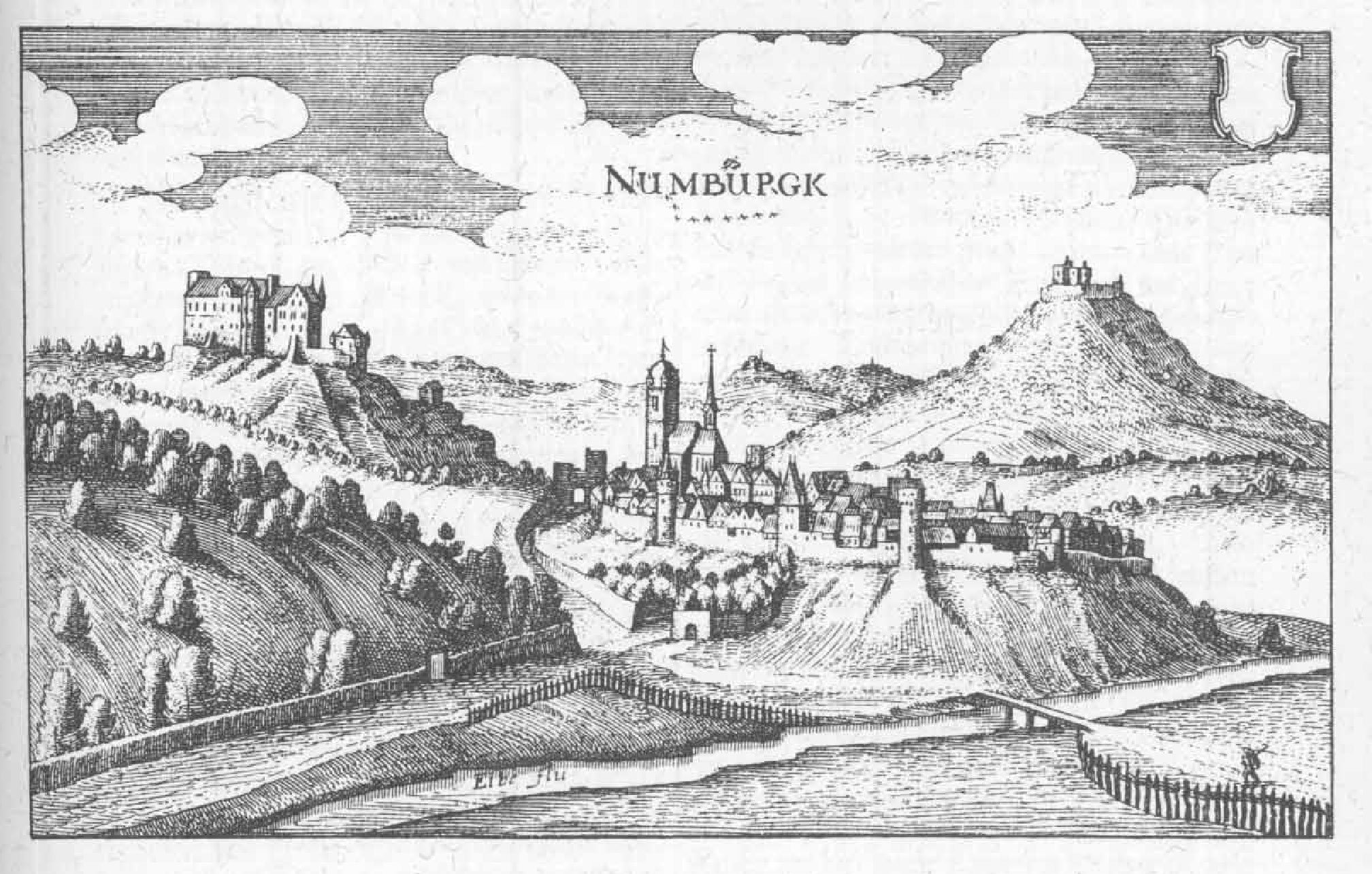
Naumburg und die Elbe (Matthäus Merian: Topographia Hassiae, 1655)

Die Ortschaften an der Elbe sind (flussabwärts betrachtet):
- Ippinghausen (Stadtteil von Wolfhagen)
- Naumburg (Kernstadt)
- Elbenberg (mit Elben und Elberberg; Stadtteil von Naumburg)
- Altendorf (Stadtteil von Naumburg)
- Züschen (Stadtteil von Fritzlar)
- Geismar (Stadtteil von Fritzlar)

## Schutzgebiete
Die Elbe entspringt im Fauna-Flora-Habitat-Gebiet Wald nördlich Netze (FFH-Nr. 4720-303; 10,799 km² groß). Ihre Mündung liegt im FFH-Gebiet Untere Eder (FFH-Nr. 4822-304; 16,659 km²), im Landschaftsschutzgebiet Auenverbund Eder (CDDA-Nr. 378400; 1993 ausgewiesen; 45,0585 km²) und im Vogelschutzgebiet Ederaue (VSG-Nr. 4822-402; 30,9557 km²).